# شايعة (المخادر)

تعديل مصدري - تعديل

شايعة محلة تابعة لقرية منزل الطلح، التابعة لعزلة السحول بمديرية المخادر إحدى مديريات محافظة إب في الجمهورية اليمنية، بلغ تعداد سكانها 45 حسب تعداد اليمن لعام 2004.